# نظرية ماركس في الاغتراب

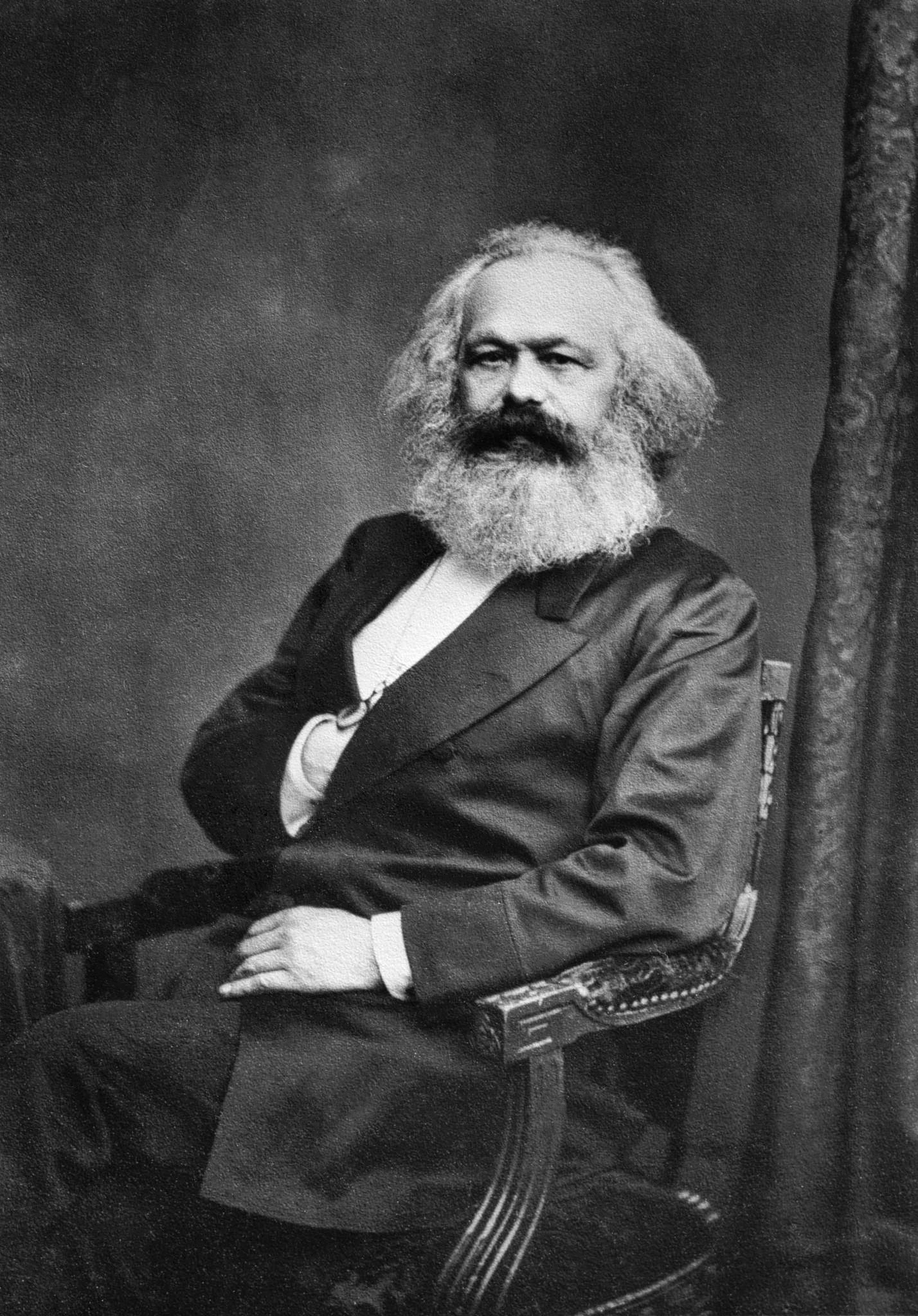
قام المفكرالألماني كارل ماركس (1818-1883) بتحديد ووصف أربعة أنواع من Entfremdung (الاغتراب الاجتماعي) التي تصيب العامل في ظل الرأسمالية.

نظرية كارل ماركس في الاغتراب أو الاستلاب تصف اغتراب (Entfremdung) الناس من بعض جوانب Gattungswesen («جوهر الأنواع») نتيجة العيش في مجتمع طبقي. الاغتراب عن الذات هو نتيجة كون الإنسان جزءاً مكانيكياً من الطبقة الاجتماعية، وهو وضع يجعل الفرد يغترب عن إنسانيته.
إن الأساس النظري للاغتراب، ضمن نمط الإنتاج الرأسمالي، هو أن العامل يفقد دوما القدرة على تحديد الحياة والمصير، عندما يحرم من الحق في تصورأنفسهم مسؤولين عن أفعالهم، من القرار في ماهية تلك الأعمال؛ من تعريف علاقاتهم مع الآخرين؛ ومن امتلاك أغراض قيّمة من سلع وخدمات أنتجوها بعملهم. على الرغم من أن العامل هو إنسان مستقل، بصفته كيانا اقتصاديا، فإن هذا العامل يوَّجه إلى الأهداف ويحوَّل إلى الأنشطة التي تمليها الطبقة البرجوازية، التي تملك وسائل الإنتاج، من أجل الاستخراج من العامل أقصى مبلغ فائض القيمة، في سياق المنافسة التجارية بين الصناعيين.
كتب كارل ماركس عن نظرية الاغتراب في مؤلفه المخطوطات الاقتصادية والفلسفية 1844 (1927). الأساس الفلسفي لنظرية الاغتراب يعتمد على كتاب جوهر المسيحية (1841) بقلم لودفيغ فيورباخ، الذي ينص على أن وجود إله خارق للطبيعة أدت إلى اغتراب الخصائص الطبيعية للإنسان. وعلاوة على ذلك، في الأنا وذاتها (1845), ماكس شتيرنر زاد على تحليل فيورباخ بأنه حتى مفهوم «الإنسانية» يؤدي إلى اغتراب الأفراد ليفكروا بأبعاده الفلسفية الكاملة؛ رد ماركس وإنجلز على هذه الطروحات الفلسفية في الأيديولوجية الألمانية (1845).

## أنواع الاغتراب
في المجتمع الرأسمالي، يحدث اغتراب العامل من إنسانيته لأن العامل غير قادر على التعبير من خلال العمل— الذي يشكل جانبا اجتماعيا أساسيا من الشخصية الفردية — في ظل نظام إنتاج صناعي بملكية خاصة يكون فيه كل عامل أداة، غرضا، وليس شخصا، في «مقتطفات من عناصر جيمس ميل في الاقتصاد السياسي» (1844) شرح ماركس الاغتراب كالتالي:
دعونا نفترض أننا قد قمنا بالإنتاج كالبشر. كل واحد منا سيؤكد بطريقتين، يؤكد نفسه ويؤكد الشخص الآخر. (1) في إنتاجي جسدت فرديتي، بشخصيتي المحددة، وبالتالي تمتعت ليس بالتعبيرعن حياتي الفردية أثناء النشاط فحسب، بل، عند النظر في الموضوع، سأشعر بمتعة فردية لمعرفتي كون شخصيتي  موضوعية، مرئية للحواس، وبالتالي قوة موجودة دون أدنى شك. (2) عند تمتعك أو استخدامك لمنتجي سوف أشعر بمتعة مباشرة لإدراكي بأنني أشبعت حاجة إنسان من خلال عملي، أي أنني جسدت طبيعة الإنسان الأساسية، وقمت بخلق موضوع من أجل حاجة مردها طبيعة أساسية لإنسان آخر... منتجاتنا سوف تكون مرايا كثيرة نرى فيها انعكاس طبيعتنا الأساسية.
في المخطوطات الاقتصادية والفلسفية 1844 (1927)،  حدد كارل ماركس أربعة أنواع من الاغتراب التي تحدث للعمال الذين يعملون نظام الإنتاج الصناعي الرأسمالي.

### اغتراب العامل من العمل المنتج
من يقرر تصميم المنتج وكيفية إنتاجه، ليس قبل المنتجين الذين يصنعونه (العمال)، ولا مستهلكي المنتج (المشترين)، ولكن الطبقة الرأسمالية التي لا تكتفي بالاستيلاء على العمل اليدوي للعامل بل تستولي أيضا على العمل الذهني للمهندس والمصمم الصناعي الذي صمم المنتج، من أجل تشكيل ذوق المستهلك لشراء السلع والخدمات بسعر يؤدا إلى أقصى ربح. بالإضافة إلى عدم تحكم العمال في بروتوكول التصميم والإنتاج فإن الاغتراب (Entfremdung) هو وصف عام لتحويل العمل، الذي يتم لتوليد قيمة استخدام (المنتج)، إلى سلعة، مثل منتجات—يمكن تحديد قيمة التبادل الخاصة بها. أي أن الرأسمالية تتحكم بالعمال اليدويين والفكريين، تربح من جراء عملهم، بواسطة نظام إنتاج صناعي يحول العمل السابق ذكره إلى منتجات ملموسة (سلع وخدمات) تفيد المستهلك. وعلاوة على ذلك فإن نظام الإنتاج الرأسمالي  أيضا يشيّئ العمل إلى مفهوم «عمل ملموس» (وظيفة)، يقبض العامل مقابله أجرا —في أدنى سعر ممكن— للحفاظ على أقصى عائد ممكن لرأس المال الذي استثمره الرأسمالي؛ هذا هو جانب من جوانب الاستغلال. بالإضافة إلى ذلك، في نظام إنتاج صناعي مشيّأ كهذا، فإن الربح (قيمة التبادل) الناتج عن بيع السلع والخدمات (المنتجات) التي كان من الممكن أن تدفع إلى العمال، يذهب إلى الطبقات الرأسمالية بدلا من ذلك: الرأسمالي الوظيفي الذي يدير وسائل الإنتاج؛ رأسمالية ريعية، الذي يملك وسائل الإنتاج.

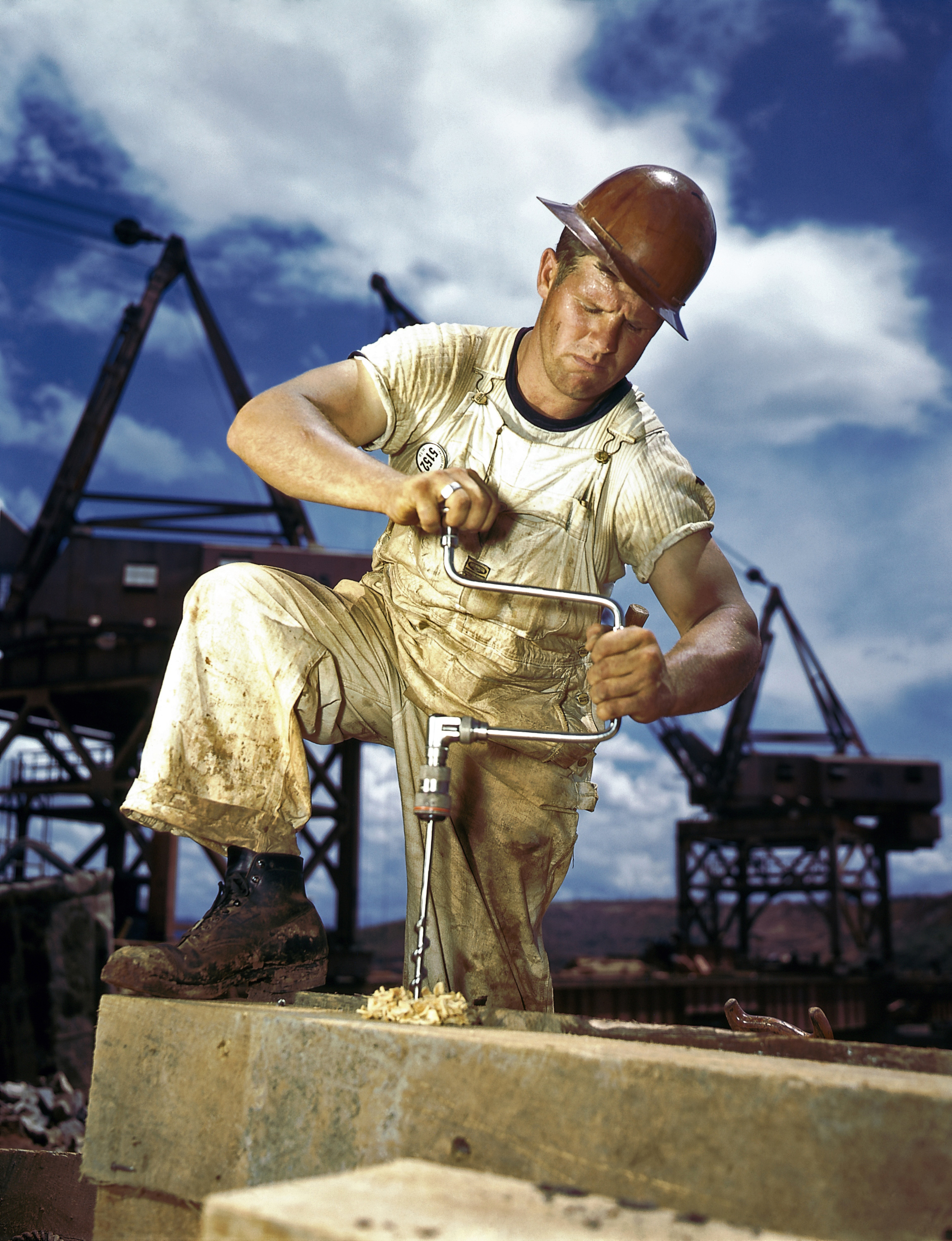
في نمط الإنتاج الرأسمالي ، العمل اليدوي الذي يقوم به النجارين الأجراء يقابل بالأجر، ولكن ليس الأرباح.

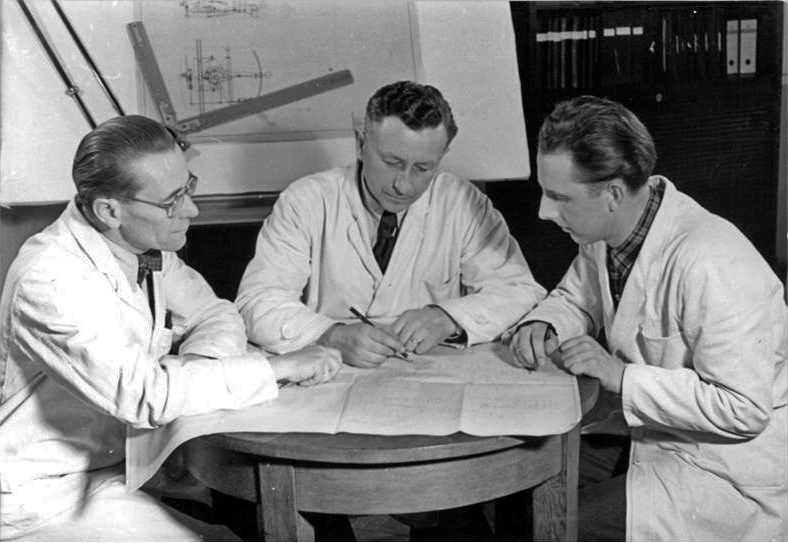
في نمط الإنتاج الرأسمالي ، العمل الذهني الذي يقوم به المهندس الأجير يقابل بالأجر ، ولكن ليس الأرباح.

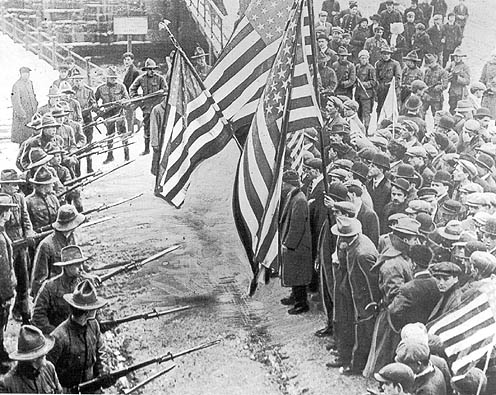
مضربون يواجهون الجنود خلال عام 1912 إضراب مصنع النسيج في لورانس، ماساتشوستس، الذي أعلن عندما خفض مالكو المصنع الأجور، بعد سن قانون في الولاية لتقليص أسبوع العمل من 56 إلى 54 ساعة.

### اغتراب العامل عن العمل والإنتاج
في نمط الإنتاج الرأسمالي، ينجز جيل المنتجات (السلع والخدمات) من خلال سلسلة لامتناهية من الحركات المنفصلة، المتكررة، ما يحرم العامل من الشعور بالرضا النفسي من أجل «إنجازه عملا جيدا». عن طريق السلعنة، يتم اختزال قوة عمل العامل إلى الأجر (قيمة المبادلة)؛ اغتراب العامل النفسي ناتج عن العلاقة المباشرة بين إنتاجية العمل والأجر المدفوع له مقابل العمل. تقسيم العمل هذا في نمط الإنتاج الرأسمالي، يزيد من استغلال العامل عن طريق الحد من Gattungswesen (جوهر-النوع)— قدرة الإنسان على تحديد الغرض الذي من المنتجات (السلع والخدمات)؛ الطبيعة البشرية (جوهر-النوع) للعامل هو الوفاء مع الضوابط «موضوع العمل». ومن ثم فإن الرأسمالية تحرم العامل من الحق في ممارسة الرقابة على قيمة وآثار عمله، مما يسلب من العامل من قدرة شراء (استهلاك) السلع والخدمات، أو الحصول على القيمة الكاملة من بيع المنتج. اغتراب العامل عن عملية الإنتاج يجعل العامل غير قادر على التخصص في عمل منتج، الذي هو حالة نفسية مُرضية؛ داخل نظام إنتاج صناعي، الاغتراب يختزل العمال إلى أدوات، إلى موضوع، وبالتالي لا يمكنه تحقيق كل جوانب طبيعته البشرية.

### اغتراب العامل منGattungswesen(جوهر الأنواع)
إن جوهر الأنواع - أي الطبيعة البشرية للأفراد - ليس منفصلا عن نشاطهم بصفتهم عمالا، ولذا فإن جوهر الأنواع تشمل كل الطاقات الكامنة بالإنسان.  من الناحية المفاهيمية ففي مصطلح «جوهر الأنواع»، تصف كلمة «الأنواع» جوهر العقلية البشرية الأصيلة التي تتصف «بتعدد المصالح» و «الدينامية النفسية»، حيث لكل فرد رغبة وميل إلى المشاركة في العديد من الأنشطة التي تعزز بقاء البشر وحسن الحالة النفسية المتبادلة بواسطة الصلات العاطفية  مع أشخاص آخرين مع المجتمع. قيمة الإنسان النفسية تتكون القدرة على الإدراك أن غايات أفعالهم بصفتها أفكار هادفة تختلف عن الأفعال المطلوبة لتحقيق أي فكرة. بمعنى أن البشر قادرون على تجسيد نواياهم من خلال إدراك أنهم أنفسهم «الفاعل» وإدراك أن ما ينتجوه هو «المفعول». بعكس البشر، فإن الحيوانات لا ترى نفسها بأنها «فاعل» أو أن منتجاتها «مفعولا»، لأنه الحيوان يشارك في أفعال مباشرة  ذات اكتفاء ذاتي معدومة النوايا المستقبلية أو النوايا الواعية. في حين أن لا وجود لجوهر نوع الشخص مستقلا عن نشاطات  محددة ذات سياق تاريخي. إن جوهر طبيعة الإنسان يتحقق حينما يكون الفرد - في ظرف تاريخي معطى - حرا بتطويع إرادته لمتطلبات خارجية فرضها هو على نفسه نتيجة لمخيّلته وليس لمتطلبات خارجية فرضها على الفرد أشخاص آخرين.

#### علاقات الإنتاج
مهما كان توصيف وعي الشخص  (الإرادة والمخيلة)، فإن وجوده المجتمعي تحدده علاقاته مع الناس والأشياء التي تيسّر بقاءه، التي تعتمد في الأساس على التعاون مع الآخرين، وبالتالي، فإن وعي الشخص يُحدد بين-ذاتيا (جماعيا) وليس ذاتيا (فرديا)، لأن البشر حيوان اجتماعي. خلال التاريخ، لضمان بقاء الفرد، نظمت المجتمعات أنفسه في مجموعات لها علاقات مختلفة مع وسائل الإنتاج. إحدى المجموعات المجتمعية (الطبقة) تملك وتسيطر على وسائل الإنتاج، في حين أن طبقة اجتماعية أخرى شغّلت وسائل الإنتاج؛ في علاقات الإنتاج بهذا الوضع الراهن ، غاية الطبقة-المالكة كانت أن تربح اقتصاديا قدر الإمكان من عمل الطبقة العاملة. وعلاوة على ذلك، من خلال التنمية الاقتصادية، عندما يستبدل نوع جديد الاقتصاد النوع القديم -  الاقتصاد الزراعي الإقطاعي استبدل بالنزعة التجارية التي بدورها حلت محلها الثورة الصناعية—إعادة ترتيب النظام الاقتصادي للطبقات الاجتماعية يكون في صالح الطبقة الاجتماعية التي تتحكم في التكنولوجيات (وسائل الإنتاج) التي أتاحت تغيير علاقات الإنتاج. وبالمثل، تحصل إعادة ترتيب متناظرة  في الطبيعة البشرية (Gattungswesen) ونظام القيم الطبقة المالكة والطبقة العاملة، مما يسمح لكل مجموعة من الناس بتقبل إعادة ترتيب الوضع الراهن في علاقات الإنتاج والعمل من خلاله.
على الرغم من وعود التصنيع الأيديولوجية - أن ميكنة الإنتاج الصناعي سوف تحسن وضعية جماهير العمال من وحشية حياة الكفاف إلى وضعية العمل الشريف - فإن تقسيم العمل المتأصل في نمط الإنتاج الرأسمالي أحبطت الطبيعة البشرية (Gattungswesen) للعامل،  جاعلا  كل فرد جزءا من آلية في نظام إنتاج مصنّع، بدلا من شخص قادر على تحديد قيمته من خلال نشاط مباشر ذو غاية. وعلاوة على ذلك، فإن الميكنة والأتمتة الصناعية شبه التامة لنظام الإنتاج الصناعي من شأنها أن تسمح للطبقة البرجوازية الرأسمالية المهيمنة (حديثا) أن تستغل الطبقة العاملة إلى درجة أن القيمة التي تم الحصول عليها من العمل من شأنه أن تقلل من قدرة العامل على البقاء المادي. ومن ثم، عندما تصبح الطبقة العاملة البروليتارية قوة سياسية متطورة بما فيه الكفاية، سوف تقوم بثورة وتعيد توجيه علاقات الإنتاج إلى وسائل الإنتاج—من  نمط الإنتاج الرأسمالي إلى نمط الإنتاج الشيوعي. في المجتمع الشيوعي الناتج عن ذلك، سوف تكون علاقة العمال الأساسية بوسائل الإنتاج متساوية وغير متناقضة، لأنه لن يكون هناك أي تمييز مصطنع حول قيمة عمل العامل؛ إنسانية العامل (جوهر الأنواع) سوف تحترم ولن يشعر الرجال والنساء بالاغتراب. (راجع: نظرية ماركس من الطبيعة البشرية).
في المنظمات الاجتماعية-الاقتصادية الشيوعية، سوف تديرعلاقات الإنتاج نمط الإنتاج وتوظف كل عامل حسب قدراته، ويربح كل عامل وفقا لاحتياجاته. ومن ثم سوف يوجه كل عامل عمله إلى شغل منتج يناسب قدراته الفطرية، بدلا من أن يضطر إلى العمل بوظيفة الحد الأدنى للأجور ضيقة التعريف تهدف إلى استخراج الربح الأقصى من العمل الفردي، بشكل يحدده ويمليه نمط الإنتاج الرأسمالي.
في المجتمع الشيوعي اللاطبقي والمدار جماعيا، فإن تبادل القيمة بين العمل الإنتاجي المتشيء  لعامل واحد ومنافع الاستهلاك المستمدة من ذلك الإنتاج لن تحددها أو توجهها المصالح الضيقة للطبقة البرجوازية الرأسمالية، ولكن بدلا من ذلك سيتم توجيهها لتلبي احتياجات كل من المنتج والمستهلك. على الرغم من أن الإنتاج سوف يكون متباينا، حسب مقدرات كل عامل قدرات فإن الغاية من النظام الشيوعي للإنتاج الصناعي سيتم تحديدها بحسب متطلبات المجتمع الجماعية وليس بحسب مطالب يوجهها الربح للطبقة الاجتماعية الرأسمالية  التي تعيش على حساب المجتمع العام. تحت الملكية الجماعية لوسائل الإنتاج، سوف تكون علاقة كل عامل بنمط الإنتاج متطابقة، وسوف تتخذ صفة تتلاءم مع مصالح المجتمع الشيوعي الكونية. إن التوزيع المباشر لثمار عمل كل عامل، لتحقيق مصالح الطبقة العاملة - بالتالي لمنفعة ومصلحة كل فرد - سوف يشكل ظروف عمل غير مغتربة، مما يعيد للعامل أقصى ممارسة وتحديد لطبيعته البشرية.

### اغتراب العامل عن العمال الآخرين
تختزل الرأسمالية عمل للعامل إلى سلعة تجارية يمكن تداولها في في سوق العمل التنافسي، بدلا من بناء نشاط اجتماعي-اقتصادي يشكل جزءا من المجهود الجماعي المشترك الهادف إلى بقاء الفرد وتحسين أحوال المجتمع. في الاقتصاد الرأسمالي، الشركات الذين تملك وسائل الإنتاج تقوم بإنشاء سوق عمل تنافسي يهدف إلى أن يستخرج من العامل أكبر قدر ممكن من العمل (القيمة) في شكل رأس المال. إن ترتيب الاقتصاد الرأسمالي لعلاقات الإنتاج يثير النزاعات الاجتماعية من خلال تحريض العامل ضد العامل في منافسة «لأجور أعلى»، وبالتالي تسبب اغترابهم عن مصالحهم الاقتصادية المشتركة؛ مما يؤدي إلى وعي زائف هو وسيلة للسيطرة الأيديولوجية التي تمارسها الرأسمالية البرجوازية من خلال الهيمنة الثقافية. وعلاوة على ذلك، في نمط الإنتاج الرأسمالي فإن تواطؤ الدين الفلسفي في تبرير علاقات الإنتاج يسهل تحقيق، ومن ثم تدهور، اغتراب العامل عن إنسانيته؛ إنه دور اجتماعي-اقتصادي مستقل عن كون الدين «أفيون الشعوب».

## الأهمية الفلسفية

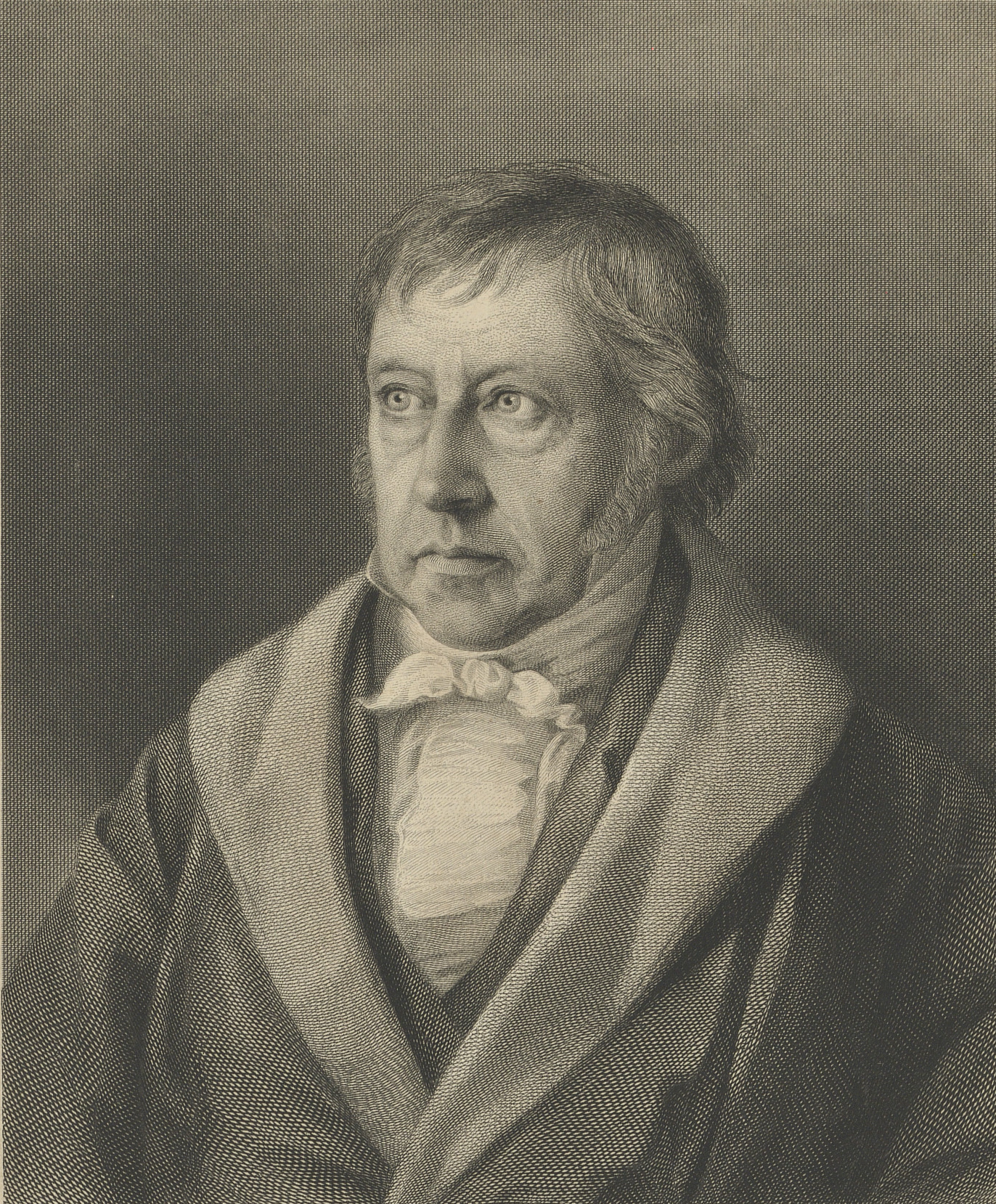
الفيلسوف جورج فريدريك فيلهيلم هيغل (1770-1831) افترض المثالية التي عارضها ماركس بالمادية الجدلية.

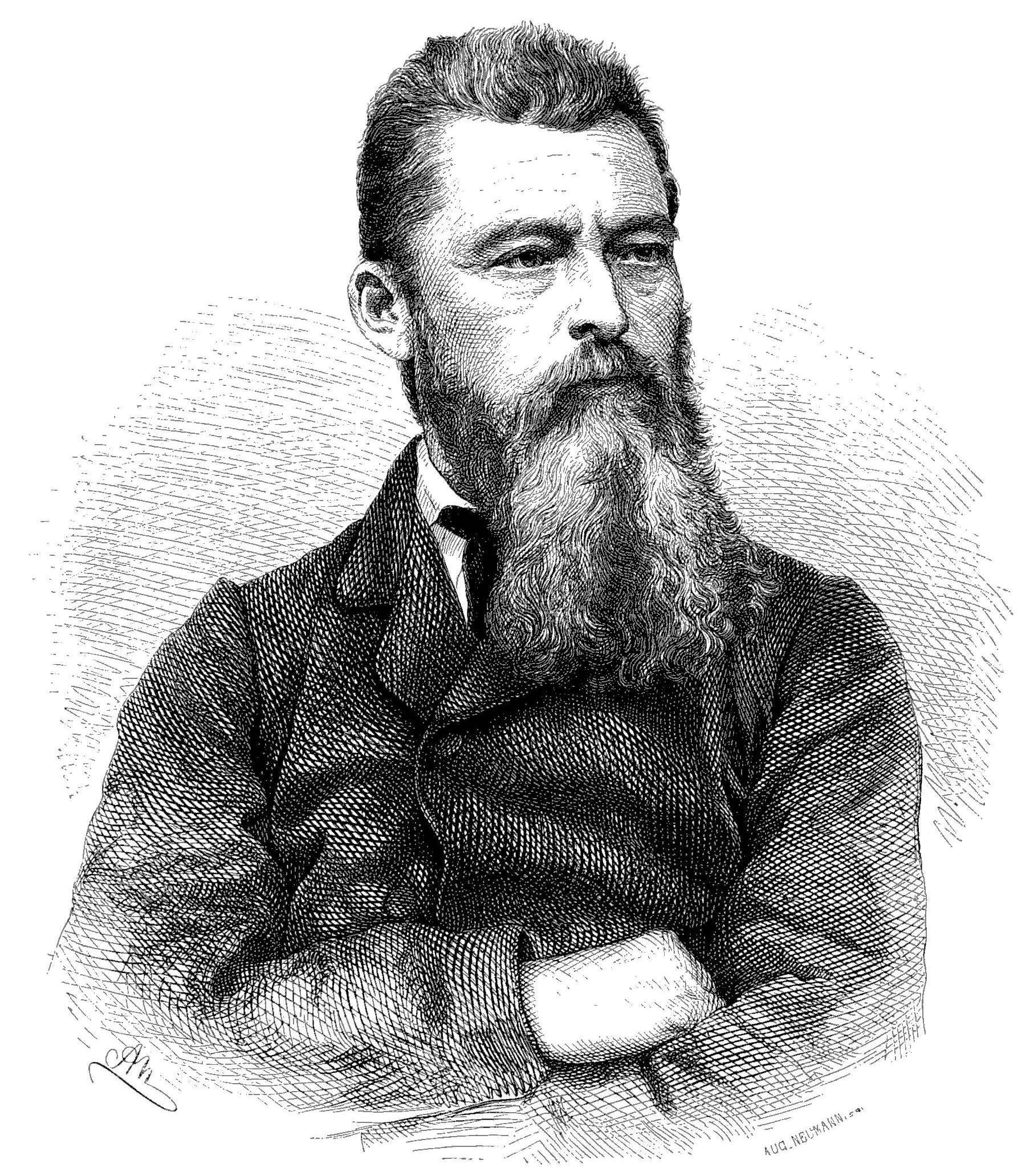
الفيلسوف لودفيغ فيورباخ (1804-1872) حلل الدين من المنظور النفسي في جوهر المسيحية (1841). وفقا لفيورباخ، فإن الألوهية هي إسقاط الإنسانية للطبيعة البشرية.

### التأثيرات: هيغل وفيورباخ
في النظرية الماركسية، فإن الاغتراب هو اقتراح مؤسس حول تقدم الإنسان نحو تحقيق الذات. في رفيق أكسفورد للفلسفة (2005)، وصف تد هوندريش أثر هيغل ولودفيغ فيورباخ على كارل ماركس:
لدى هيغل، الوعي التعيس منقسم على نفسه، انفصل عن «جوهره»، الذي وضعه في «ما بعد».
يستخدم هيغل وماركس الفعلين باللغة الألمانية، entäussern («فصل النفس عن») و entfremden («يصبح مغتربا») مما يشير إلى أن مصطلح الاغتراب يدل على الاغتراب الذاتي: الاغتراب عن طبيعة المرء الأساسية. ولذلك فإن الاغتراب يعني عدم الشعور بقيمة الذات، انعدام المعنى في حياة المرء، نتيجة لإجباره على العيش دون فرصة لتحقيق الذات، دون إتاحة الفرصة لتصبح ذاتا.
في ظواهرية الروح (1807), وصف هيغل مراحل تطور الروح البشرية، التي من خلالها يرتقي الرجال والنساء من حالة الجهل إلى المعرفة، معرفة الذات ومعرفة العالم. مطورا طرح هيغل حول الروح البشرية، قال كارل ماركس أن قطبي المثالية — «الجهل الروحي» و «فهم الذات» — تستبدل بمفهومين ماديين، حيث «الجهل الروحي» يصبح «الاغتراب» و «فهم الذات» يصبح إدراك المرء لجوهر- الأنواع الخاص به.

#### الاغتراب ونظرية التاريخ
في الجزء الأول من كتاب الأيديولوجية الألمانية (1846) الذي حمل عنوان «فيورباخ – تعارض النظريتين المادية والمثالية» قال كارل ماركس:
وهكذا فقد بلغت الأمور في الوقت الحاضر حدا لا بد عنده للأفراد أن يملكوا كلية القوى المنتجة المتوفرة، لا في سبيل تحقيق الفعالية الذاتية فحسب، بل قبل كل شيء من أجل ضمان وجودهم بالذات.
حاجة البشر النفسية أن تؤدي أنشطة الحياة إلى تحقيق ذاتهم كبشر تبقى اعتبارا ذو أهمية تاريخية ثانوية، لأن نمط الإنتاج الرأسمالي سيؤدي في نهاية المطاف إلى استغلال وإفقار البروليتاريا حتى إجبارهم على القيام بثورة اجتماعية من أجل البقاء. مع ذلك، يظل الاغتراب الاجتماعي شأنا ذو أهمية عملية، خاصة بين الفلاسفة المعاصرين ذوي التوجي الماركسي الإنساني؛ في النظرية الماركسية-الإنسانية في الدولة الرأسمالية (1992)، ناقشت رايا دونفسكايا ووصفت وجود الرغبة بالنشاط الذاتي وتحقيق الذات بين العمال المأجورين الذين يناضلون من أجل تحقيق أبسط أهداف الحياة المادية في الاقتصاد الرأسمالي.

#### الاغتراب والطبقة الاجتماعية
في الفصل 4 من العائلة المقدسة (1845)، قال ماركس أن الرأسماليين والبروليتاريا يعانون من نفس القدر من الاغتراب، ولكن كل طبقة اجتماعية تخبر الاغتراب في شكل مختلف:
الطبقة المالكة والطبقة البروليتارية تمثلان الاغتراب الإنساني نفسه. ولكن الطبقة الأولى تجد في هذا الاغتراب الذاتي ثباتها وازدهارها وقوتها الخاصة: إنها تجد فيه مظهرا للوجود الإنساني. أما طبقة البروليتاريا فإنها تشعر بالانسحاق في اغترابها الذاتي، إنها ترى فيه ضعفها الخاص وحقيقة الوجود اللاإنساني. والطبقة البروليتارية، على حد تعبير هيغل، هي في المذلة ثورة على هذه المذلة يدفعها إليها التناقض بين طبيعتها الإنسانية وظروف حياتها التي هي نفي شامل وحاسم وفوري لتلك الطبيعة.

في هذا الطباق يمثل المالك الخاص الجانب المحافظ، ويمثل البروليتاري الجانب الهدام. وبينما يقوم الأول بالمحافظة على الطباق، يقوم الثاني بسحقه.

## انتقادات
في مناقشة «المادية العشوائية» (matérialisme aléatoire)، انتقد الفيلسوف الفرنسي لوي ألتوسير مثل هذا التأويل الغائي (الموجه نحو غاية معينة) لنظرية كارل ماركس في الاغتراب، لأنه جعل البروليتاريا مثل  تاريخية; وهو تأويل ملوث بالمثالية الهيجلية في فلسفة «الموضوع» الذي انتقد «أيديولوجية البرجوازية من الفلسفة». (انظر: تاريخ الوعي الطبقي [1923] ،جورج لوكاش).

## وصلات خارجية
الأخضر القرمطي (29 أغسطس 2009). "الاغتراب والماركسية". الحوار المتمدن،  العدد: 2753. أبحاث يسارية واشتراكية وشيوعية. مؤرشف من الأصل في 2011-09-13. اطلع عليه بتاريخ 2017-05-22.